# John Okello
John Gideon Okello (Lango District, Oeganda, 1937 - 1971?) was een van de meest excentrieke revolutionairen uit Afrika. Hij was de leider van de Revolutie van Zanzibar in 1964.

## Jeugd
John Okello werd toen hij twee jaar oud was gedoopt (doopnaam: Gideon). Vanaf zijn elfde was hij wees en groeide op bij familieleden. Op zijn vijftiende verliet hij zijn huis om werk te zoeken. Hij werkte op diverse plaatsen in Oost-Afrika. Hij werkte vanaf 1944 als klerk, huisknecht, tuinman en arbeider. Later leerde hij het vak van metselaar en was als metselaar actief. Hij werd in Nairobi (Kenia) om onduidelijke redenen gearresteerd (volgens eigen zeggen wegens een misdaad op seksueel gebied) en verbleef twee jaar in een gevangenis. Tijdens zijn gevangenschap groeide hij uit tot een revolutionair.
Speculaties over een verblijf en training van Okello op het communistische Cuba van Fidel Castro zijn niet door Okello zelf bevestigd.

## Politieagent op Pemba
In 1959 vertrok hij naar het eiland Pemba waar hij werk zocht op een van de plantages. Hij werd echter politieagent. Okello sloot zich aan bij de Afro-Shirazi Partij van sjeik Abeid Karume. Deze partij keerde zich tegen de dominerende positie van de Arabieren op de eilanden Zanzibar en Pemba. Op Pemba had de Afro-Shirazi Partij echter weinig succes, omdat de Arabieren en Afrikanen aldaar vreedzaam naast elkaar leefden en politiek waren verenigd in de Zanzibar en Pemba Volkspartij (ZPPP).

## Revolutionair
In 1963 vertrok Okello naar Zanzibar, waar hij contact legde met de leiders van de Afro-Shirazi Jeugdliga, de jeugdbeweging van de Afro-Shirazi Partij. De Jeugdliga streefde naar een revolutie om de macht van de Arabieren te breken. Op Zanzibar was Okello als huisschilder lid van de Schilders Vakbond. In zijn vrije tijd leidde hij een klein legertje vastberaden Afrikaanse nationalisten op. Het legertje moest zich streng houden aan Okello's ascetische leefregels: men moest zich seksueel onthouden, geen rauw vlees eten en geen alcohol drinken.
De streng gelovige Okello had naar eigen zeggen in dromen van God de opdracht gekregen om de machtspositie van de Arabieren te breken en revolutionaire staat te stichten op Zanzibar en Pemba.
Okello gaf aan de vooravond van de "revolutie" zijn mannen de opdracht om alle Arabieren tussen de 18 en 25 jaar te vermoorden, zwangere en oude vrouwen moesten worden gespaard en maagden mochten niet worden verkracht (de overige Arabische vrouwen blijkbaar wel).

## Bloedige revolutie
In januari 1964 begaven Okello en zijn mannen zich al plunderend en moordend (ca. 10.000 doden) op weg naar de hoofdstad van Zanzibar, Stone Town, waar de sultan woonde. Hoewel zij slecht bewapend waren, verrasten Okello en zijn mannen de politiemacht van Zanzibar en namen zij de macht over. Okello riep zich tijdens een radiotoespraak uit tot "veldmaarschalk van Zanzibar en Pemba" en dreigde iedereen te vermoorden die zijn bevelen niet opvolgde. Hij gaf de sultan de opdracht zijn familie te vermoorden en daarna zelfmoord te plegen, anders zou Okello de familie vermoorden. De sultan had zich echter al in veiligheid gebracht, zo ook de premier en enkele ministers.

## Aan de kant geschoven
Na enige tijd riep Okello een Revolutionaire Raad in het leven en benoemde hij de leider van de Afro-Shirazi Partij, Abeid Karume tot president en de leider van de (Arabische) Umma-(Massa) Partij, sjeik Abdulrahman Muhammad Babu tot premier (later: vicepresident). Karume en Babu, die niet op de hoogte waren van de staatsgreep en zich beiden in Tanganyika bevonden, keerden naar Zanzibar terug waar ze werden onthaald door Okello. Zowel Karume als Babu wilde echter na enige tijd niets meer met hem maken hebben. Zij schoven Okello terzijde en zetten hem op een vliegtuig naar het vasteland van Afrika.

## Speculaties rond zijn dood
Okello verbleef vervolgens in Kenia, in Congo-Kinshasa en in Oeganda. Hij zat meerdere malen gevangen. Hij werd het laatst gezien in het bijzijn van de Oegandese president Idi Amin in 1971, daarna is nooit meer iets van hem vernomen. In het boek "Revolution in Zanzibar" van Don Petterson, wordt min of meer aangenomen dat Idi Amin hem als een bedreiging zag en dat Okello zou zijn omgebracht in opdracht van Amin. Dat blijft echter speculatie.